# Равна (Канал об Сочи)
Равна (словен. Ravna, итал. Ràuna) је насељено место у општини Канал об Сочи, Горишка регија, Словенија.

## Историја
До територијалне реорганизације у Словенији била је у саставу старе општине Нова Горица. Као самостално насеље, Равна постоји од 2007. године. Настало је издвајањем дела из насеља Горења вас.

## Становништво
У попису становништва из 2011. године, Равна је имала 6 становника.
| 2011 |
| 6    |

Напомена: Године 2007. настала издвајањем дела из насеља Горења вас.